# Карасьов Олексій Іванович
Олексій Карасьов (12 березня 1910, село Карсаєвка Чембарського повіту Пензенської губернії, тепер Бєлінського району Пензенської області — 21 липня 1980, Саранськ) — мокшанський письменник, поет, член Спілки письменників СРСР з 1939 року.

## Життєпис
Народився в мокшанській родині. У 1930 закінчив Саранський педагогічний технікум; працював учителем, журналістом.
Перші вірші опублікував 1930 в періодичних виданнях Саранська, Самари, Москви. Під час служби в сталінському війську на Далекому Сході друкував свої твори в газеті «Тихоокеанский комсомолец».
Поряд із віршованими творами публікував і художню прозу. Перша збірка оповідань мокшанською мовою — «Чуднай сад» («Дивний сад»), 1939. 1940  окремою книгою вийшли поетичні твори — «Вірші та поеми».
Не переставав писати і в роки Другої світової війни. Вдале оповідання «Іван Казарінов» (1946). Автор вміло використовує художні деталі, що сприяють точній передачі напруженості обстановки.  1947 видана драматична повість «Минь улеме солдатт» («Ми були солдатами»).
Післявоєнна творчість: випустив збірку віршів «В краю дібров» (1956), повість «Березівське літо» (1961), збірку оповідань «Стешин бузок» (1961).
Публікувався в журналі «Мокша», альманасі «Літературна Мордовія».

## Твори
- Сочинения: Чудный сад. — Саранск, 1939
- Стихи и поэмы. — Саранск, 1940
- В краю дубрав. — Саранск, 1956
- Золотая нива. — Пенза, 1958
- Стешина сирень. — Пенза, 1961
- Песни золотой сосны. — Пенза, 1963
- Снег на яблонях. — Саратов, 1971
- Родниковый воздух. — Саратов, 1978